# Retzbach
Retzbach è un comune austriaco di 1 015 abitanti nel distretto di Hollabrunn, in Bassa Austria.